# トレニャーゴ
トレニャーゴ（伊: Tregnago）は、イタリア共和国ヴェネト州ヴェローナ県にある、人口約5,000人の基礎自治体（コムーネ）。

## 地理

### 位置・広がり

#### 隣接コムーネ
隣接するコムーネは以下の通り。
- バディーア・カラヴェーナ
- カッツァーノ・ディ・トラミーニャ
- イッラージ
- メッツァーネ・ディ・ソット
- サン・ジョヴァンニ・イラリオーネ
- サン・マウロ・ディ・サリーネ
- ヴェローナ
- ヴェステナノーヴァ

### 気候分類・地震分類
気候分類では、zona E, 2811 GGに分類される。
また、イタリアの地震リスク階級 (it) では、zona 2 (sismicità media) に分類される。

## 行政

### 分離集落
トレニャーゴには、以下の分離集落（フラツィオーネ）がある。
- Centro, Cogollo, Finetti, Marcemigo, Rancani, Scorgnano

## 姉妹都市
- オッロラーイ、イタリア 2002年